# サルダラ
サルダラ（イタリア語: Sardara）は、イタリア共和国サルデーニャ州南サルデーニャ県にある、人口約4,000人の基礎自治体（コムーネ）。

## 地理

### 位置・広がり

#### 隣接コムーネ
隣接するコムーネは以下の通り。括弧内のORはオリスターノ県所属を示す。
- コッリーナス
- モーゴロ (OR)
- パビッローニス
- サン・ガヴィーノ・モンレアーレ
- サンルーリ
- ヴィッラノヴァフォッル